# 46. National Hockey League All-Star Game
Das 46. National Hockey League All-Star Game wurde am 20. Januar 1996 in Boston ausgetragen. Das Spiel fand im Fleet Center, der Spielstätte des Gastgebers Boston Bruins statt. Die All-Stars der NHL Eastern Conference schlugen die der NHL Western Conference knapp mit 5:4. Das Spiel sahen 17.565 Zuschauer. Raymond Bourque von den Boston Bruins wurde zum MVP gekürt.

## Mannschaften
| #           | Land               | Spieler            | Pos.               | Team                |
| Torhüter    |                    |                    |                    |                     |
| 30          | Kanada             | Martin Brodeur     | Martin Brodeur     | New Jersey Devils   |
| 34          | Vereinigte Staaten | John Vanbiesbrouck | John Vanbiesbrouck | Florida Panthers    |
| 39          | Tschechien         | Dominik Hašek      | Dominik Hašek      | Buffalo Sabres      |
| Verteidiger |                    |                    |                    |                     |
| 2           | Vereinigte Staaten | Brian Leetch       | Brian Leetch       | New York Rangers    |
| 4           | Kanada             | Scott Stevens      | Scott Stevens      | New Jersey Devils   |
| 37          | Kanada             | Éric Desjardins    | Éric Desjardins    | Philadelphia Flyers |
| 44          | Tschechien         | Roman Hamrlík      | Roman Hamrlík      | Tampa Bay Lightning |
| 72          | Vereinigte Staaten | Mathieu Schneider  | Mathieu Schneider  | New York Islanders  |
| 77          | Kanada             | Ray Bourque        | Ray Bourque        | Boston Bruins       |
| Angreifer   |                    |                    |                    |                     |
| 7           | Kanada             | Pierre Turgeon     | C                  | Montréal Canadiens  |
| 8           | Kanada             | Cam Neely          | RW                 | Boston Bruins       |
| 10          | Kanada             | Ron Francis        | C                  | Pittsburgh Penguins |
| 11          | Kanada             | Mark Messier       | C                  | New York Rangers    |
| 12          | Slowakei           | Peter Bondra       | RW                 | Washington Capitals |
| 14          | Kanada             | Craig MacTavish    | C                  | Philadelphia Flyers |
| 15          | Schweden           | Daniel Alfredsson  | RW                 | Ottawa Senators     |
| 16          | Kanada             | Pat Verbeek        | RW                 | New York Rangers    |
| 20          | Vereinigte Staaten | John LeClair       | LW                 | Philadelphia Flyers |
| 27          | Kanada             | Scott Mellanby     | RW                 | Florida Panthers    |
| 66          | Kanada             | Mario Lemieux      | C                  | Pittsburgh Penguins |
| 68          | Tschechien         | Jaromír Jágr       | RW                 | Pittsburgh Penguins |
| 88          | Kanada             | Eric Lindros       | C                  | Philadelphia Flyers |
| 94          | Kanada             | Brendan Shanahan   | LW                 | Hartford Whalers    |

| #           | Land               | Spieler           | Pos.             | Team                    |
| Torhüter    |                    |                   |                  |                         |
| 29          | Kanada             | Félix Potvin      | Félix Potvin     | Toronto Maple Leafs     |
| 30          | Kanada             | Ed Belfour        | Ed Belfour       | Chicago Blackhawks      |
| 31          | Kanada             | Chris Osgood      | Chris Osgood     | Detroit Red Wings       |
| Verteidiger |                    |                   |                  |                         |
| 2           | Kanada             | Al MacInnis       | Al MacInnis      | St. Louis Blues         |
| 4           | Vereinigte Staaten | Kevin Hatcher     | Kevin Hatcher    | Dallas Stars            |
| 5           | Schweden           | Nicklas Lidström  | Nicklas Lidström | Detroit Red Wings       |
| 7           | Vereinigte Staaten | Chris Chelios     | Chris Chelios    | Chicago Blackhawks      |
| 55          | Kanada             | Larry Murphy      | Larry Murphy     | Toronto Maple Leafs     |
| 77          | Kanada             | Paul Coffey       | Paul Coffey      | Detroit Red Wings       |
| Angreifer   |                    |                   |                  |                         |
| 8           | Finnland           | Teemu Selänne     | RW               | Winnipeg Jets           |
| 9           | Kanada             | Paul Kariya       | LW               | Mighty Ducks of Anaheim |
| 11          | Kanada             | Owen Nolan        | RW               | San Jose Sharks         |
| 13          | Schweden           | Mats Sundin       | C                | Toronto Maple Leafs     |
| 14          | Kanada             | Theoren Fleury    | RW               | Calgary Flames          |
| 16          | Vereinigte Staaten | Brett Hull        | RW               | St. Louis Blues         |
| 18          | Kanada             | Denis Savard      | C                | Chicago Blackhawks      |
| 19          | Kanada             | Joe Sakic         | C                | Colorado Avalanche      |
| 21          | Schweden           | Peter Forsberg    | C                | Colorado Avalanche      |
| 22          | Kanada             | Mike Gartner      | RW               | Toronto Maple Leafs     |
| 39          | Vereinigte Staaten | Doug Weight       | C                | Edmonton Oilers         |
| 89          | Russland           | Alexander Mogilny | RW               | Vancouver Canucks       |
| 91          | Russland           | Sergei Fjodorow   | C                | Detroit Red Wings       |
| 99          | Kanada             | Wayne Gretzky     | C                | Los Angeles Kings       |

Schiedsrichter: Mark Faucette 

Linienrichter: Ron Asselstine, Brad Lazarowich 

Zuschauer: 17.565